# H-II Transfer Vehicle

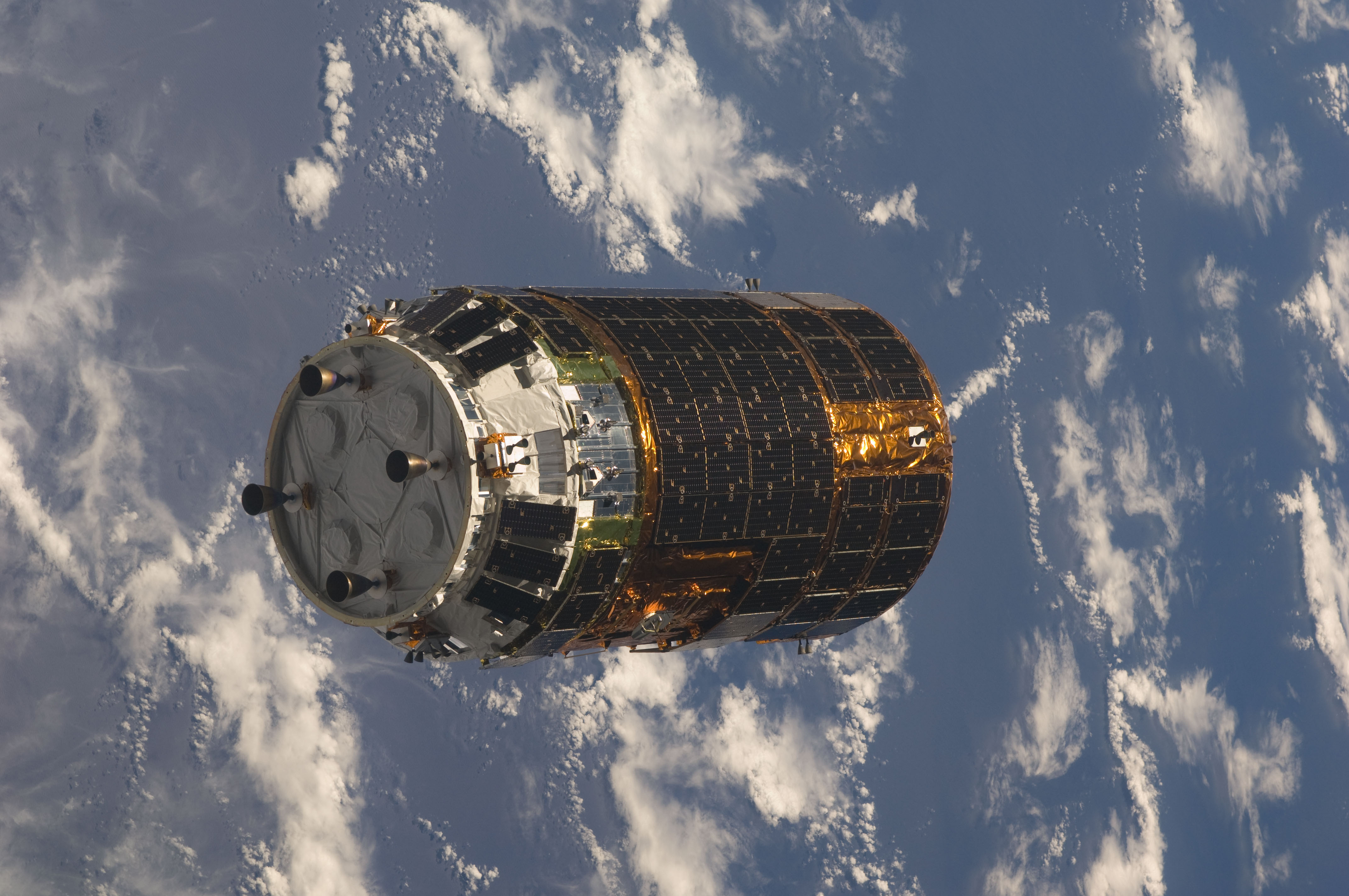
Vehicle de transferència H-II

El vehicle de transferència H-II, o HTV (H-II Transfer Vehicle), és una nau espacial robòtica amb l'objectiu proveir el  Kibo Japanese Experiment Module (JEM) a l'Estació Espacial Internacional (ISS), i la resta de l'estació, si fa menester. L'Agència Japonesa d'Exploració Aeroespacial, JAXA, ha treballat en el disseny, encara que no de forma contínua, des dels anys 1990. Originalment el primer hauria de ser llançat el 2001, però finalment va ser llançat l'11 de setembre de 2009.

## Prestacions tècniques
El HTV té uns 9,2 m de llarg (incloent els propulsors de maniobra del final) i 4,4 m de diàmetre. Buit pesa 10,5 tones. El HTV és un vehicle més gran i més simple que la nau Progress que Rússia fa servir per portar els subministraments a l'estació, ja que no té un complex sistema d'aproximació i acoblament. Per contra, només serà acostat prou a l'estació per ser capturat pel Canadarm2, que l'arrossegarà fins al port d'atracada del mòdul Harmony de la ISS.
El HTV pot carregar subministraments distribuïts en dos segments diferents, que poden anar units. Un és una secció pressuritzada amb una capacitat de 6.000 kg, que inclou en un extrem un adaptador opcional d'atracada perquè sigui descarregat en un entorn shirt-sleeves, on no és necessari un vestit de pressió. Aquesta dissenyat específicament per carregar en total vuit prestatges de la ISS. A més té un tanc per transportar fins a 300 litres d'aigua a l'estació. L'altre és un segment despressuritzat més lleuger i lleugerament més llarg que inclou una escotilla al lateral per poder descarregar-lo de forma remota.
La configuració bàsica, coneguda com el «Vaixell de càrrega de logística mixt» (Mixed Logistics Carrier), fa servir un segment pressuritzat i un altre despressuritzat i pot transportar en total 7.600 kg de càrrega i mesura 9,2 m de llarg. Quan es fan servir juntes dues unitats pressuritzades la càrrega disminueix lleugerament fins a uns 7.000 kg, i la longitud total es redueix a 7,4 m. Aquests números són d'alguna manera vagues en les diferents fonts, algunes suggerint que la combinació de segments pressuritzat / despressuritzat carrega només 6.000 kg en total, menys que la combinació pressuritzat / pressuritzat, que hauria de ser més pesant. No hi ha fonts que suggereixin que s'hagi plantejat una combinació de segments despressuritzat / despressuritzat, potser a causa de l'excessiva longitud total.
El HTV és llançat des del Centre Espacial de Tanegashima al Japó per la llançadora espacial japonesa H-IIB, una versió modernitzada del coet H-IIA. El primer llançament era programat per a setembre de 2009.

## Llançaments
| HTV    | Data / hora (UTC) de llançament  | Data / hora d'acoblament (UTC) | coet de llançament | Data / hora de reentrada (UTC) |
| ------ | -------------------------------- | ------------------------------ | ------------------ | ------------------------------ |
| HTV-1  | 10 de setembre de 2009, 17:01:56 | 17 de setembre de 2009, 22:12  | H-IIB F1           | 1 de novembre de 2009, 21:26   |
| HTV-2  | 22 de gener de 2011, 05:37:57    | 27 de gener de 2011, 14:51     | H-IIB F2           | 30 de març de 2011, 03:09      |
| HTV-3  | 21 de juliol de 2012, 02:06:18   | 27 de juliol de 2012, 14:34    | H-IIB F3           | 14 de setembre de 2012, 05:27  |
| HTV-4  | 3 d'agost de 2013, 19:48:46      | 9 d'agost de 2013, 15:38       | H-IIB F4           | 7 September 2013, 06:37        |
| HTV-5  | 19 d'agost de 2015, 11:50:49     | 24 d'agost de 2015, 17:28      | H-IIB F5           | 29 de setembre de 2015, 20:33  |
| HTV-6  | 9 de desembre de 2016, 13:26:47  | 13 de desembre de 2016, 18:24  | H-IIB F6           | 5 de febrer de 2017, 15:06     |
| HTV-7  | 22 de setembre de 2018, 17:52:27 | 27 de setembre de 2018, 18:08  | H-IIB F7           | 10 de novembre de 2018, 21:38  |
| HTV-8  | 24 de setembre de 2019, 16:05:05 | 28 de setembre de 2019, 14:09  | H-IIB F8           | 3 de novembre de 2019, 02:09   |
| HTV-9  | 20 de maig de 2020, 17:31:00     | 25 de maig de 2020, 12:13      | H-IIB F9 (final)   | 2020                           |
| HTV-X1 | Prevista pel febrer de 2022      |                                | H3 F3              |                                |